# Szerbia vasúti közlekedése

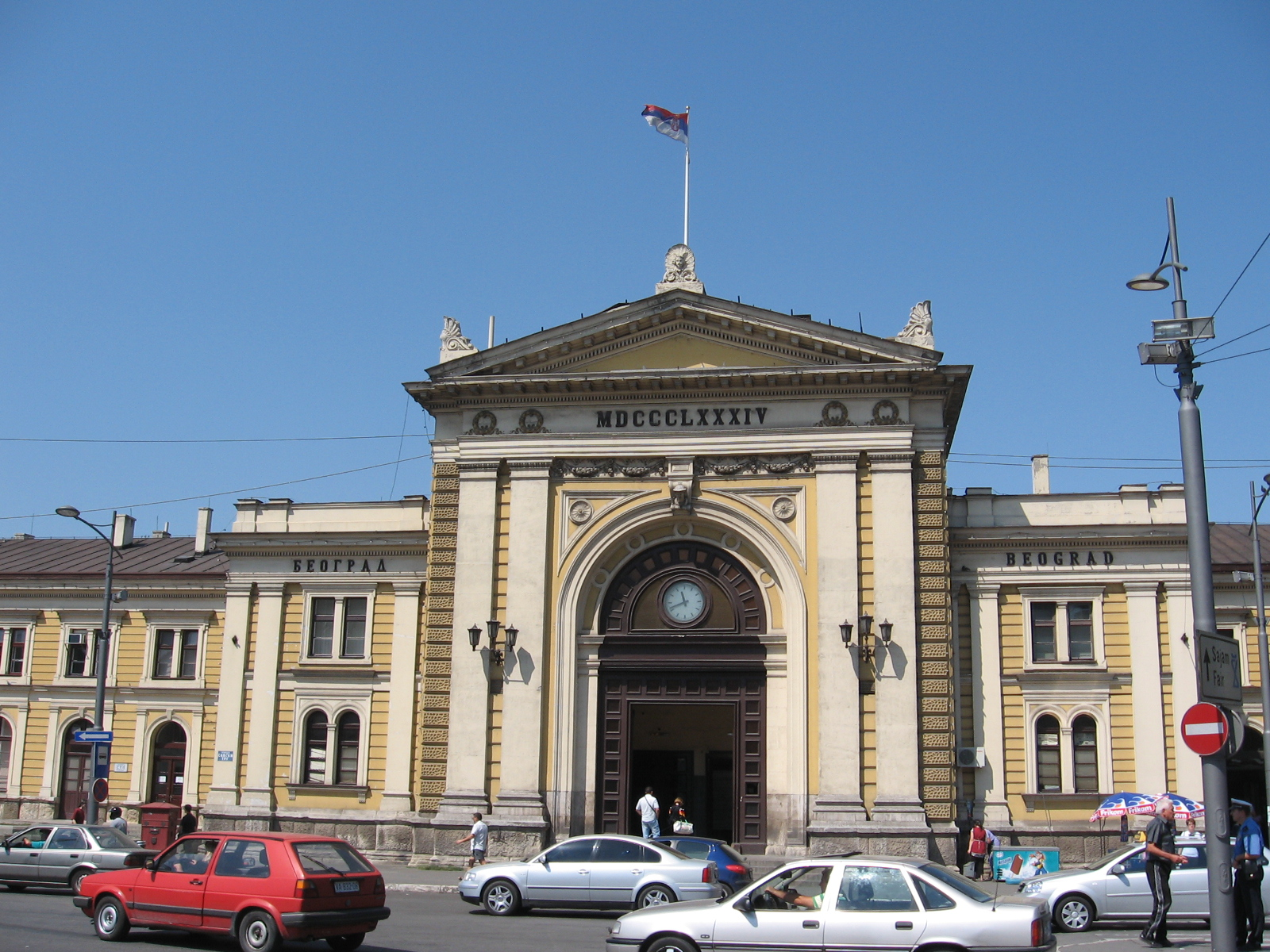
Belgrád főpályaudvara

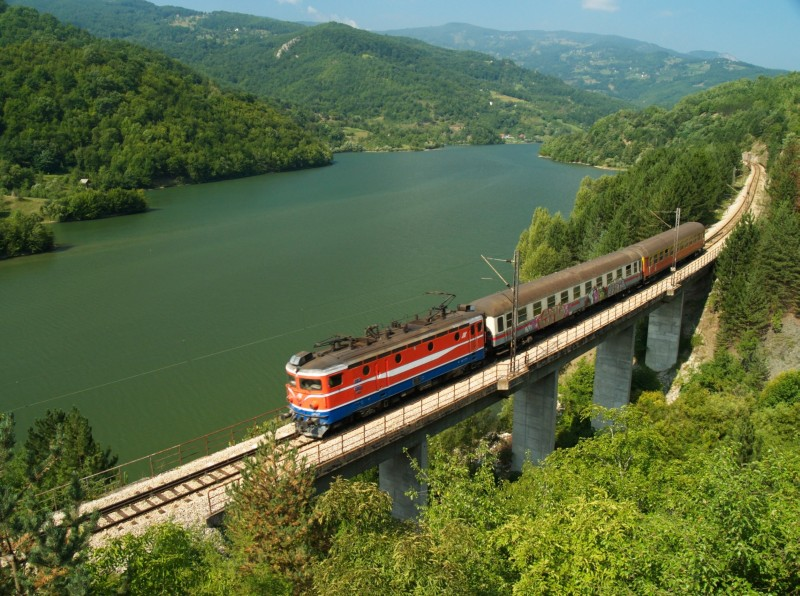
ŽS 441 villamosmozdony személyvonatot vontatva a Belgrád–Bar-vasútvonalon

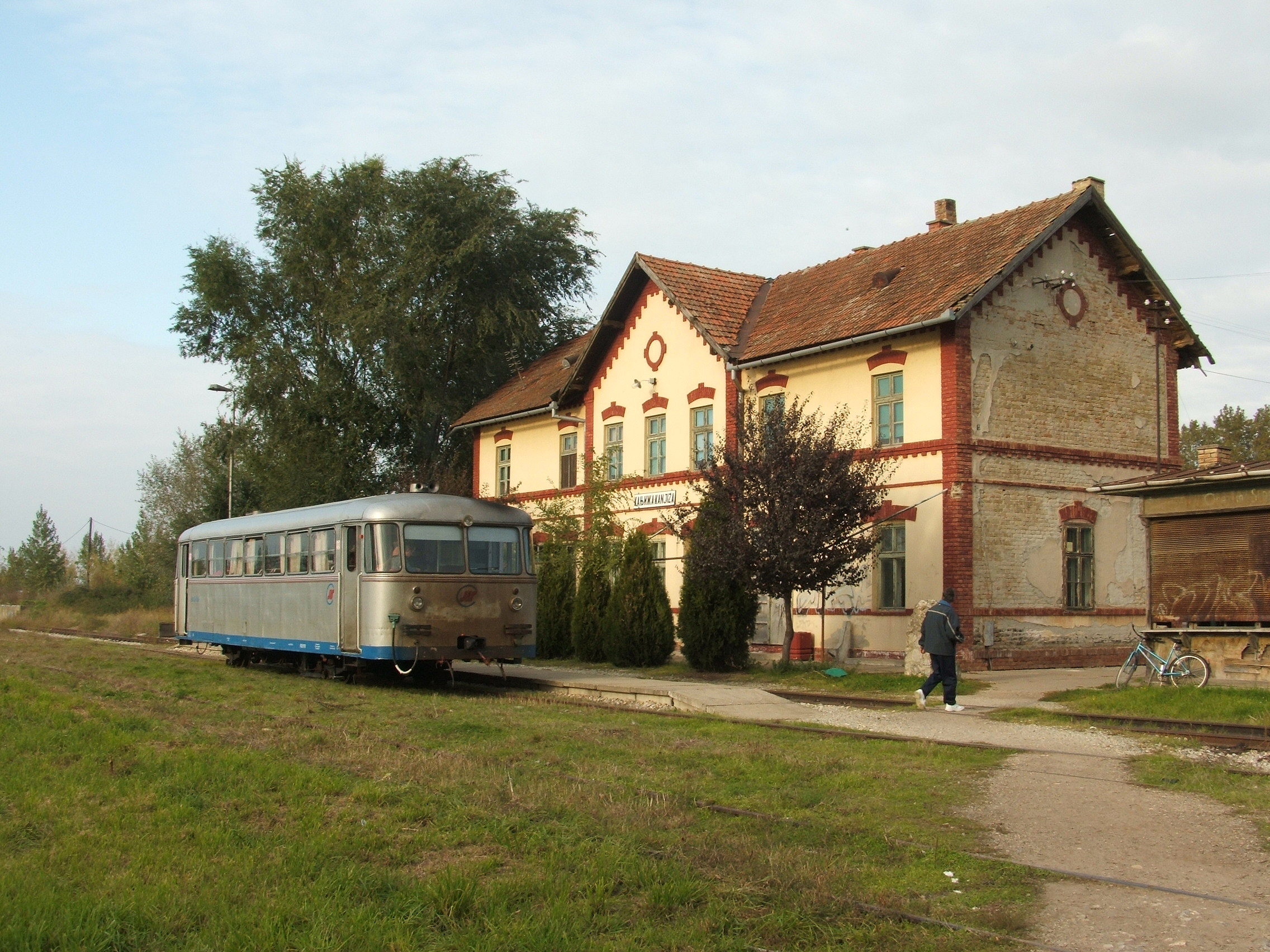
Sinobusz Magyarkanizsa állomáson

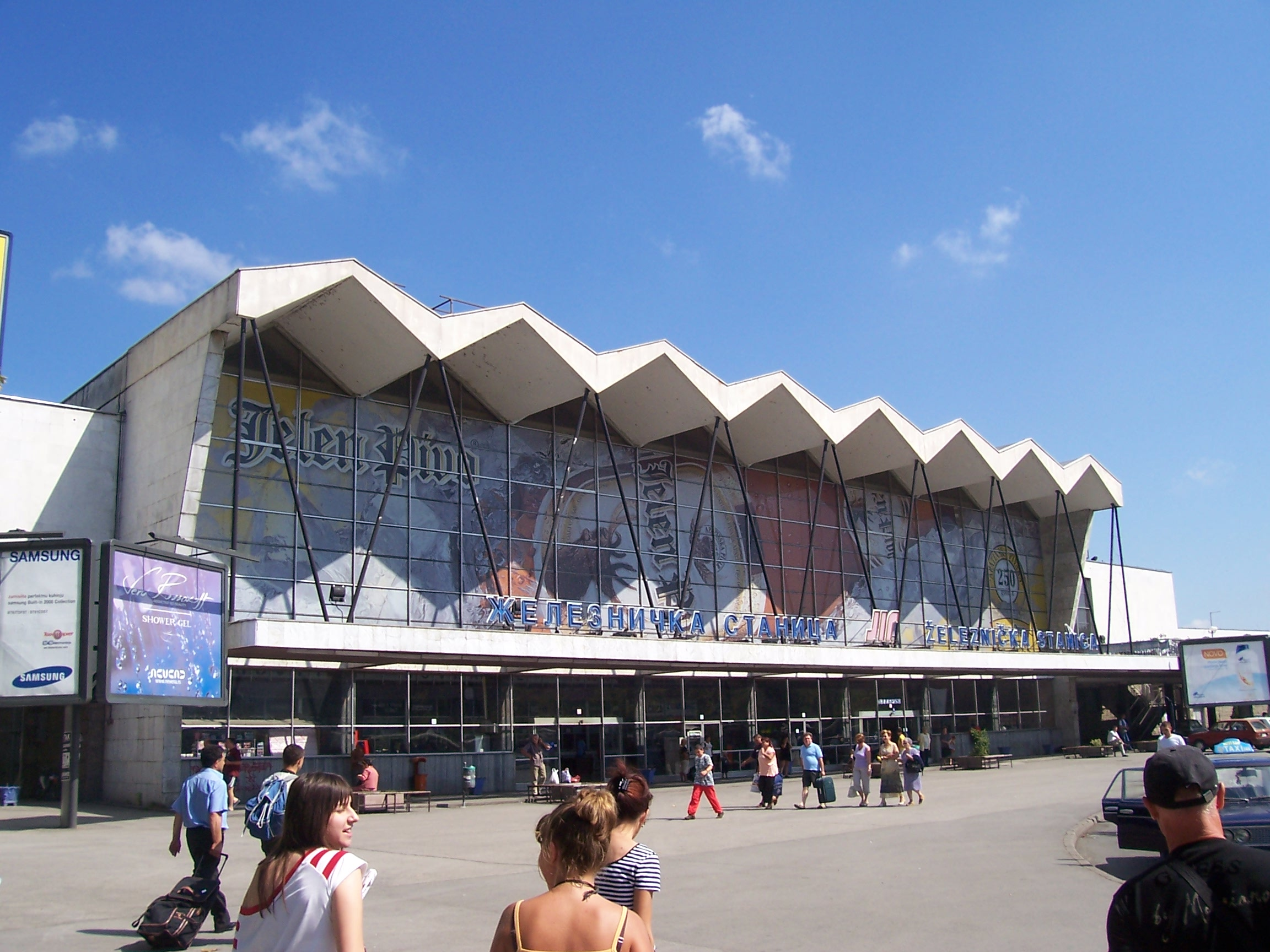
Az újvidéki pályaudvar

Szerbia vasúthálózatának hossza 3 379 km, melyből 276 km kétvágányú, 1 254 km villamosított és 75 km nagysebességű (Belgrád-Újvidék vasútvonal) 25 kV 50 Hz áramrendszerrel. Nemzeti vasúttársasága a Szerb Államvasutak vagy szerbül a Железнице Србије / Železnice Srbije. Jelenleg ez az egyetlen vasúttársaság az országban.

## Járműállomány
A Szerb Államvasutak járműállománya:
- 340 mozdony,
- 79 motorkocsi és motorvonat,
- 784 személykocsi, motorvonat betétkocsi és motorkocsi pótkocsi.

## Forgalom
2006-ban a Szerb Államvasutak 14 millió utast szállított, 846 millió utaskilométeren. A teherszállításban 14 millió tonna árut szállított 4232 tonnakilométeren. Ez 13 és 22 százalékkal több, mint az előző évben.
Az Avala nemzetközi vonat kapcsolatot teremt Velencével, Münchennel, Béccsel, Szalonikivel, Budapesttel, Kijevvel és Moszkvával.
Szerbia leghíresebb keskeny nyomtávolságú vonala a Šarganska osmica.

### Nagysebességű vasút
A Budapest–Belgrád-vasútvonal felújításának részeként készült el a Belgrád–Újvidék–Szabadka-vasútvonal felújítása is. A teljes készültség után itt bizonyos vonatok sebessége eléri majd a 200 km/h sebességet is.

## Járművek

### Villamosmozdonyok
| Sorozat   | Tengelyelrendezés | Darabszám | Forgalomba állás | Teljesítmény | Max sebesség | Áramnem     |
| --------- | ----------------- | --------- | ---------------- | ------------ | ------------ | ----------- |
| ŽS 441-0  | Bo'Bo'            | 5         | 1967             | 3860         | 120          | 25 kV 50 Hz |
| ŽS 4441-3 | Bo'Bo'            | 2         | 1967             | 3860         | 120          | 25 kV 50 Hz |
| ŽS 4441-4 | Bo'Bo'            | 3         | 1967             | 3860         | 120          | 25 kV 50 Hz |
| ŽS 4441-5 | Bo'Bo'            | 4         | 1967             | 3860         | 120          | 25 kV 50 Hz |
| ŽS 4441-6 | Bo'Bo'            | 4         | 1975             | 3860         | 140          | 25 kV 50 Hz |
| ŽS 4441-7 | Bo'Bo'            | 14        | 1981             | 3860         | 140          | 25 kV 50 Hz |
| ŽS 4444   | Bo'Bo'            | 30        | 1967             | 3860         | 120          | 25 kV 50 Hz |
| ŽS 4461   | Co'Co'            | 42        | 1972             | 5100         | 120          | 25 kV 50 Hz |
| ŽS 4461-2 | Co'Co'            | 8         | 1972             | 5100         | 120          | 25 kV 50 Hz |

### Dízelmozdonyok
| Sorozat   | Tengelyelrendezés | Darabszám | Forgalomba állás | Teljesítmény | Max sebesség | Megjegyzés                 |
| --------- | ----------------- | --------- | ---------------- | ------------ | ------------ | -------------------------- |
| ŽS 4641-1 | Bo'Bo'            | 2         | 1960             | 441          | 80           | Megegyezik a MÁV M44-essel |
| ŽS 4641-2 | Bo'Bo'            | 1         | 1960             | 441          | 80           | Megegyezik a MÁV M44-essel |
| ŽS 4641-2 | Bo'Bo'            | 10        | 1960             | 441          | 80           | Megegyezik a MÁV M44-essel |
| ŽS 4642-1 | Bo'Bo'            | 1         | 1961             | 614          | 80           |                            |
| ŽS 4643   | Bo'Bo'            | 2         | 1964             | 680          | 80           |                            |
| ŽS 4644   | A1A'A1A'          | 6         | 1973             | 1230         | 80           |                            |
| ŽS 4661-0 | Co'Co'            | 1         | 1961             | 1454         | 124          |                            |
| ŽS 4661-1 | Co'Co'            | 14        | 1960             | 1433         | 112          |                            |
| ŽS 4661-2 | Co'Co'            | 9         | 1966             | 1433         | 112          |                            |
| ŽS 4661-3 | Co'Co'            | 1         | 1959             | 1433         | 112          |                            |
| ŽS 4666   | Co'Co'            | 4         | 1978             | 1496         | 124          |                            |

## A pálya állapota
A szerbiai vasúthálózat igen rossz műszaki állapotban van. A Vajdaság nagy részén még az Osztrák–Magyar Monarchia által lefektetett síneken folyik a közlekedés. Az országban a kétezres években mindössze a pálya 2,6 százalékán engedélyezett a 100 km/h feletti sebesség, és a sínek több mint 52 százalékán még 60 km/h-val sem haladhatnak a szerelvények. 2011-ben több szakaszon befejeződött a Belgrád-Újvidék vonal felújítása, így a szerb fővárost Budapesttel is összekötő vasútvonalon sokat javult a menetrendszerűség. A Belgrád-Újvidék közötti felújított vasútvonalat 2022-ben adták át.

## Vasúti kapcsolata más országokkal
- Bosznia-Hercegovina – normál nyomtáv – azonos áramrendszer, de a bosnyák hálózathoz csatlakozó vasútvonalak nem villamosítottak (a Belgárd-Bar vasútvonal Štrpci állomása a Boszniai Szerb Köztársaság területén fekszik, de a szerb hálózat része és ott vonatra szállni nem lehet) - 760 mm-es keskeny nyomtáv (2011. szeptemberétől)
- Bulgária – azonos nyomtáv – azonos áramrendszer
- Észak-Macedónia – azonos nyomtáv – azonos áramrendszer
- Horvátország – azonos nyomtáv – a csatlakozó vonalakon azonos áramrendszer
- Magyarország – azonos nyomtáv – azonos áramrendszer
- Montenegró – azonos nyomtáv – azonos áramrendszer
- Románia – azonos nyomtáv – azonos áramrendszer